# Stazione di Mitaki
La stazione di Mitaki (三滝駅?, Mitaki-eki) è una fermata ferroviaria situata nel quartiere di Nishi-ku a Hiroshima, nella prefettura omonima in Giappone. Si trova lungo la linea Kabe.

## Linee e servizi
JR West
■ Linea Kabe

## Struttura
La fermata è costituita da un marciapiede a isola con due binari passanti. L'accesso al fabbricato viaggiatori è possibile grazie a un passaggio a livello pedonale interno, ed è quindi necessario attraversare a raso i binari. La stazione supporta la bigliettazione elettronica ICOCA.
| 1 | ■ Linea Kabe | per Yokogawa e Hiroshima |
| 2 | ■ Linea Kabe | per Midorii e Kabe       |

## Stazioni adiacenti
| «          | Servizio   | »             |
| Linea Kabe | Linea Kabe | Linea Kabe    |
| ---------- | ---------- | ------------- |
| Yokogawa1  | Locale     | Aki-Nagatsuka |